# Enfants aux yeux noirs

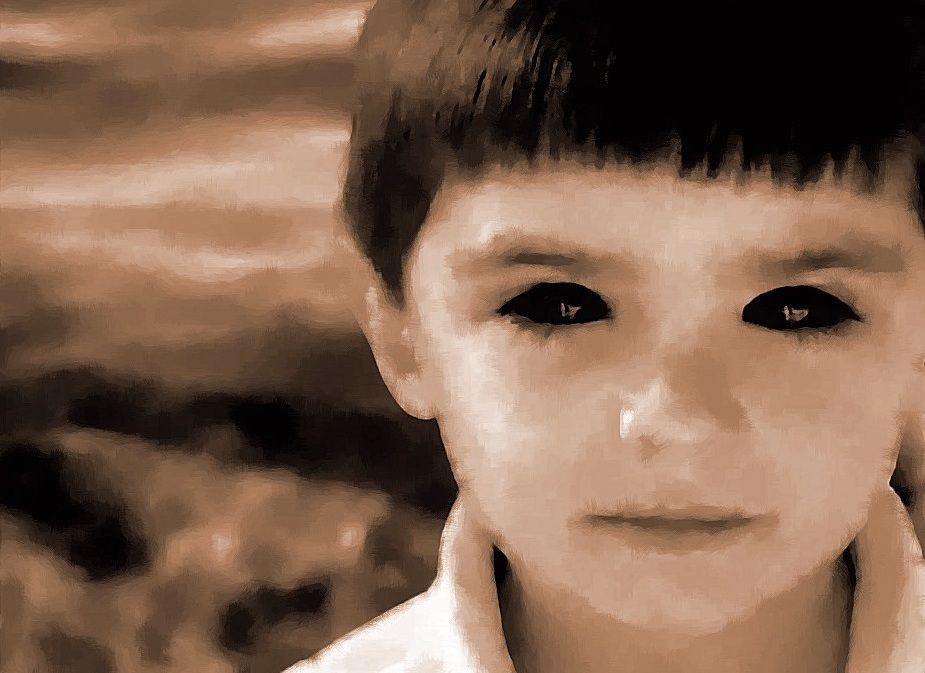
Représentation d'artiste d'un enfant aux yeux noirs.

Les enfants aux yeux noirs sont une légende urbaine au sujet de créatures paranormales ayant l'aspect d'enfants entre 6 et 16 ans, au teint pâle et aux yeux complètement noirs. Dans leurs interactions avec les humains, ils insistent souvent pour qu'on les laisse entrer à l'intérieur d'un domicile ou un véhicule. Cette légende urbaine fait partie de la culture populaire depuis la fin des années 1990.

## Description
La légende tirerait son origine d'une liste électronique de diffusion destinée aux amateurs d'histoires de fantômes. La première mention documentée des enfants aux yeux noirs date du 30 juillet 1997 et est apparue sur le groupe Usenet alt.magick, sous la plume de Brian Bethel, un journaliste du Texas. Bethel décrit sa rencontre avec deux enfants aux yeux noirs en 1996 à Abilene au Texas, et mentionne qu'une autre personne lui a relaté une rencontre similaire faite à Portland, en Oregon. Cet exemple de creepypasta fait sensation auprès des lecteurs de cette liste de diffusion, au point où Bethel décide de rédiger une foire aux questions afin d'élaborer sur le phénomène. Bethel maintient en 2013 dans un article publié par le Abilene Reporter News que sa rencontre paranormale était réelle.
Les « témoins » rapportent avoir rencontré un ou deux enfants et décrivent une sensation d'appréhension et d'angoisse à leur contact, sans pouvoir exactement expliquer pourquoi. Les enfants cognent parfois aux portes ou abordent des automobilistes s'approchant de leur véhicule. Un thème commun est qu'ils essaient de convaincre leur interlocuteur de les laisser entrer dans une habitation ou un véhicule, usant parfois de manipulation mentale en invoquant le besoin de téléphoner à leurs parents ou de se protéger du froid. Aussi commun est leur incapacité à entrer eux-mêmes en un endroit sans y être expressément invités.
Le signe physique qui permet de reconnaître ces créatures est que leurs sclérotiques (la partie normalement blanche des yeux) aussi bien que leurs iris sont complètement noirs.
La nature exacte (fantômes, extraterrestres, démons, vampires) des créatures surnaturelles appelées enfants aux yeux noirs est incertaine. L'auteur scientifique Sharon Hill indique qu'il n'existe aucune documentation prouvant l'existence des enfants aux yeux noirs et mentionne que leur description a tout d'une légende folklorique aux auspices inquiétants, similaires aux apparitions de chiens noirs.